# Noi (film)
Noi - Us (2019) este un film american de groază scris și regizat de Jordan Peele, în care joacă Lupita Nyong'o, Winston Duke, Shahadi Wright Joseph, Evan Alex, Elisabeth Moss și Tim Heidecker. Filmul prezintă o familie care se confruntă cu doppelgangeri criminali cunoscuți sub numele de "Tethered". 
Proiectul a fost anunțat pentru prima dată în februarie 2018, iar o mare parte din distribuție s-a alăturat în vara acelui an. Peele a produs filmul alături de Jason Blum si Sean McKittrick (trioul a colaborat anterior la Get Out si BlacKkKlansman), precum și cu Ian Cooper. Filmările au avut loc în perioada iulie-octombrie 2018 în California, mai ales în Los Angeles și Pasadena, dar și în Santa Cruz. 
A avut premiera mondială la South by Southwest pe 8 martie 2019 și a fost lansat cinematografic în Statele Unite pe 22 martie 2019 de Universal Pictures. A fost un succes comercial imens cu încasări de 254 de milioane de dolari în întreaga lume, la un buget de 20 de milioane de dolari și a primit laudele din partea critici pentru scenariul și regia lui Peele, precum și pentru coloana sonoră și interpretarea lui Lupita Nyong'o.

## Distribuție
| Actor                 | Personaj principal              | Personajul "Tethered" |
| --------------------- | ------------------------------- | --------------------- |
| Lupita Nyong'o        | Adelaide Wilson (née Thomas)    | Red                   |
| Madison Curry         | Young Adelaide                  | Young Red             |
| Ashley McKoy          | Teenage Adelaide                | Teenage Red           |
| Winston Duke          | Gabriel "Gabe" Wilson           | Abraham               |
| Shahadi Wright Joseph | Zora Wilson                     | Umbrae                |
| Evan Alex             | Jason Wilson                    | Pluto                 |
| Elisabeth Moss        | Kitty Tyler                     | Dahlia                |
| Tim Heidecker         | Josh Tyler                      | Tex                   |
| Yahya Abdul-Mateen II | Russel Thomas                   | Weyland               |
| Anna Diop             | Rayne Thomas                    | Eartha                |
| Cali Sheldon          | Becca Tyler                     | Io                    |
| Noelle Sheldon        | Lindsey Tyler                   | Nix                   |
| Duke Nicholson        | Danny                           | Tony                  |
| Kara Hayward          | Nancy                           | Syd                   |
| Nathan Harrington     | Glen                            | Jack                  |
| Dustin Ybarra         | Troy                            | Brand                 |
| Alan Frazier          | Alan                            | Jeremiah              |
| Jordan Peele          | Dying Rabbit/Fun House Narrator | N/A                   |